# Heinrich Leopold Wagner

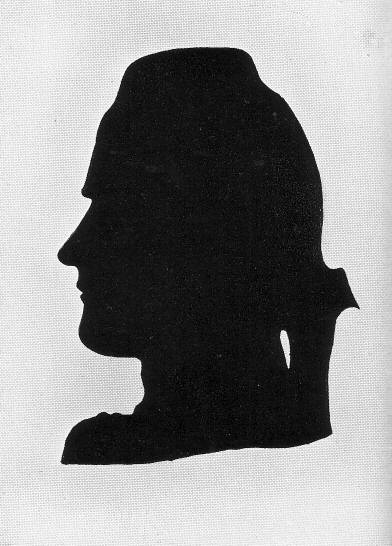
Heinrich Leopold Wagner

Heinrich Leopold Wagner (* 19. Februar 1747 in Straßburg; † 4. März 1779 in Frankfurt am Main) war ein deutscher Schriftsteller des Sturm und Drangs.

## Leben
Heinrich Leopold Wagner wurde am 19. Februar 1747 in Straßburg als ältester Sohn eines Kaufmanns geboren. Nach seiner Schulzeit in Straßburg studierte er Juristerei. 1773 ging er nach Saarbrücken, wo er als Hofmeister tätig war. Von dort aus gelangte er 1774 über Zweibrücken und Gießen nach Frankfurt am Main. 1776 nahm er sein Studium in Straßburg wieder auf und schloss es mit seiner Doktorprüfung ab. Ab dem 21. September 1776 war er in Frankfurt als Anwalt tätig, verheiratete sich mit einer 18 Jahre älteren Witwe und verstarb am 4. März 1779 im noch jungen Alter von 32 Jahren vermutlich an Lungentuberkulose. Wagner hatte Kontakt mit mehreren bedeutenden Schriftstellern des Sturm und Drangs, Johann Wolfgang von Goethe (1749–1832), Friedrich Maximilian Klinger (1752–1831), Jakob Michael Reinhold Lenz (1751–1792), Christoph Kaufmann (1753–1795), Christian Friedrich Daniel Schubart (1739–1791) und Johann Friedrich Müller, Maler Müller genannt, (1749–1825). Zusammen mit Klinger und Lenz wurde Wagner von Zeitgenossen als Goethianer bezeichnet, da diese drei Autoren aus Goethes engstem persönlichen Freundeskreis stammten. Er gilt jedoch als der Unbedeutendste der Goethianer.
Sein wichtigstes Werk ist das 1776 erschienene Drama Die Kindermörderin, ein typisches sozialkritisches Drama des Sturm und Drangs. Dieses Werk wurde 1957 von Peter Hacks überarbeitet.

## Werke
- Vermischte Gedichte. Frankfurt a. M. 1774.
- Confiskable Erzählungen. Wien 1774. (Digitalisat)
- Prometheus, Deukalion und seine Rezensenten, 1775, eine Harlekinade in Knittelversen, in der die Gegner Goethes verspottet werden; dieses Werk führte zum Zerwürfnis mit Goethe. (Digitalisat)
- Der wohltätige Unbekannte. Eichenberg, Frankfurt a. M. 1775. (Digitalisat)
- Die Reue nach der Tat. Eichenberg, Frankfurt a. M. 1775. (Digitalisat)
- Neuer Versuch über die Schauspielkunst. Schwickert, Leipzig 1776. Eine Übersetzung des Buches Du théatre ou nouvel essai sur l’art dramatique von Louis-Sébastien Mercier. (Digitalisat)
- Leben und Tod Sebastian Silligs, ein Romanfragment Frankfurt a. M. 1776.
- Die Kindermörderin (Trauerspiel in sechs Akten), 1776; am 6. Mai 2010 erfolgte im Berliner Deutschen Theater die UA des Stückes Schattenkinder von Nuran David Çalış, einer freien Adaption des Stückes. (Digitalisat)
- Briefe, die Seylersche Gesellschaft betreffend, 1777
- Evchen Humbrecht oder Ihr Mütter merkts Euch!, 1778, eine Bearbeitung der Kindermörderin. Garbe, Frankfurt a. M. 1779. (Digitalisat)
- Voltaire am Abend seiner Apotheose. Frankfurt und Leipzig 1778. (Digitalisat)
- Phaeton, Romanze, gewidmet dem Fürsten von Nassau-Saarbrück. Hofer, Saarbrücken 1774. Nachdruck Röhrig, Saarbrücken 1990. ISBN 3-924555-54-0